# Zagreda (gmina Danilovgrad)
Zagreda (cyr. Загреда) – wieś w Czarnogórze, w gminie Danilovgrad. W 2011 roku liczyła 229 mieszkańców.